# マルグリット・ド・バル

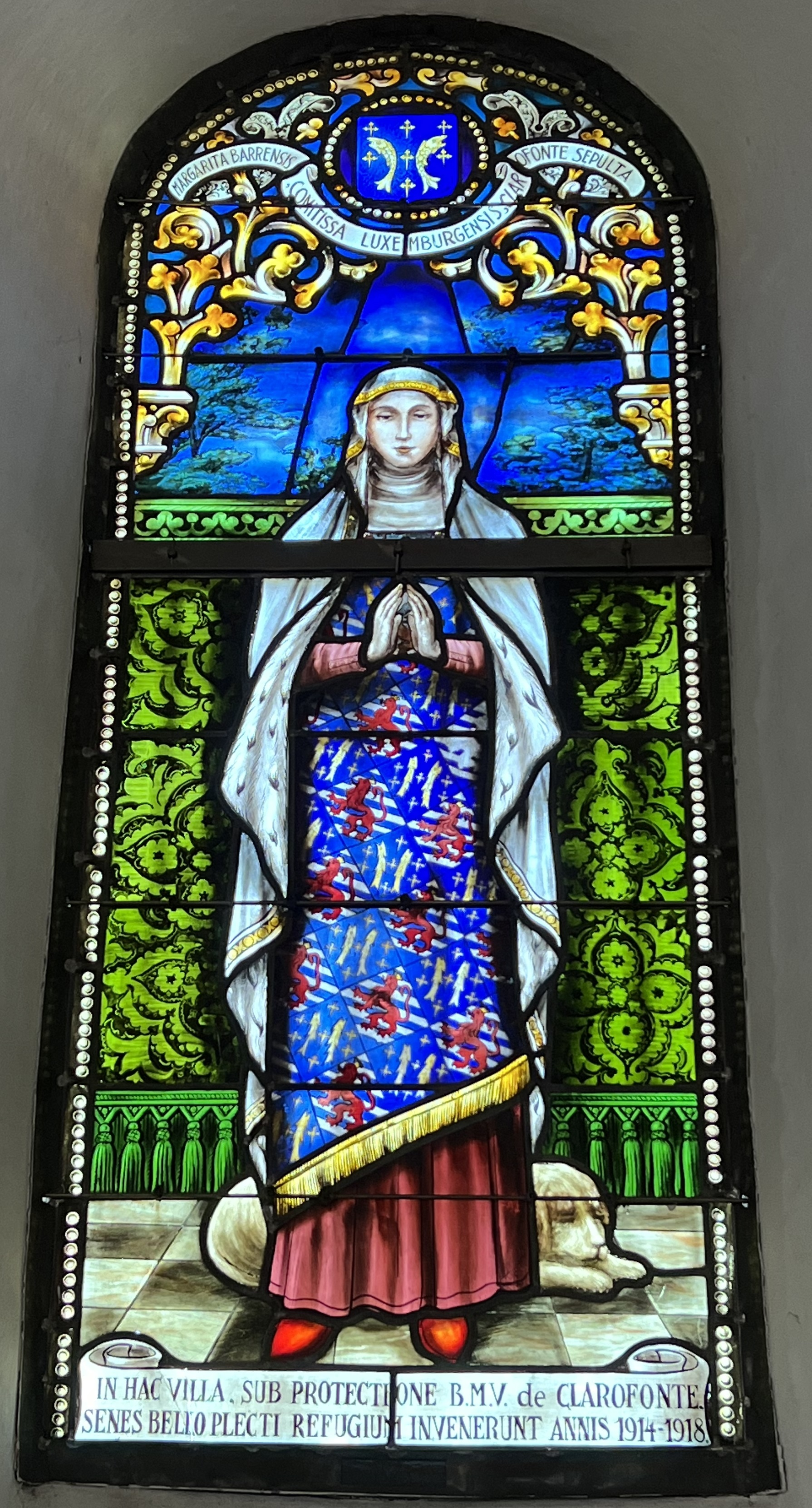
クレールフォンテーヌ修道院のステンドグラスのマルグリット・ド・バル

マルグリット・ド・バル（フランス語：Marguerite de Bar, 1220年 - 1275年）は、バル伯アンリ2世とフィリッパ・ド・ドルーの娘。ルクセンブルク伯ハインリヒ5世と結婚した。

## 生涯
マルグリットの母方の祖父母はドルー伯ロベール2世（フランス王ルイ6世の孫）とヨランド・ド・クシーである。また、父方の祖父母はバル伯ティボー1世とエルメザンド・ド・ブリエンヌである。
マルグリットは7人きょうだいの長子として生まれ、弟はティボー2世である。マルグリットの妹ジャンヌはフレデリック・ド・ブラモンと結婚した。そのほかのきょうだいは早世したか未婚であった。
1240年、マルグリットはルクセンブルク伯ハインリヒ5世と結婚した。このときマルグリットは20歳、ハインリヒ5世は24歳であった。
マルグリットはハインリヒ5世に持参金としてリニー＝アン＝バロワをもたらしたが、結婚契約の条項では、それはバル伯領の宗主権の下に置かれた。ハインリヒ5世はこれを軽視して、1256年にシャンパーニュ伯としてのナバラ王テオバルド2世に忠誠の誓いを行った。マルグリットの弟ティボー2世は、従兄弟ロレーヌ公フェリー3世とメス司教の間に起こった紛争を利用した。ハインリヒ5世はロレーヌ公の支持者であり、一方でティボー2世は司教側についた。ハインリヒ5世は1266年9月14日にプレニーの戦いで捕らえられた。1268年9月8日、フランス王ルイ9世は両伯の仲裁を行い、ハインリヒ5世は解放され、リニーを回復したが、バル伯の宗主権のもとに置かれた。
マルグリットとハインリヒ5世の間には、7人の子女が生まれた。
- ハインリヒ6世（1240年頃 - 1288年） - ルクセンブルク伯
- ワレラン1世（? - 1288年） - リニー領主、ルクセンブルク＝リニー家の祖
- イザベラ（1247年 - 1298年） - 1264年にフランドル伯ギー・ド・ダンピエールと結婚
- フィリッパ（1252年 - 1311年4月6日） - 1270年にエノー伯ジャン2世と結婚[2]
- マルガレーテ - ギステル伯ジャン3世と結婚
- フェリキタス
- ヨハンナ（? - 1310年） - クレールフォンテーヌ女子修道院長

マルグリットとハインリヒ5世は、ギー・ド・ダンピエールと娘イザベラを結婚させることでギーと和平を結んだ。娘フィリッパはエノー伯ジャン2世と結婚し、イングランド王妃フィリッパ・オブ・エノーおよびエノー女伯マルガレーテ2世の祖母となった。
マルグリットは1275年に死去し、その6年後に夫ハインリヒ5世は死去した。